# Singapores Grand Prix 2012
Singapores Grand Prix 2012, officiellt 2012 Formula 1 SingTel Singapore Grand Prix, var en Formel 1-tävling som hölls den 23 september 2012 på Marina Bay Street Circuit i Singapore. Det var den fjortonde tävlingen av Formel 1-säsongen 2012 och kördes över 59 varv. Vinnare av loppet blev Sebastian Vettel för Red Bull, tvåa blev Jenson Button för McLaren och trea blev Fernando Alonso för Ferrari.

## Kvalet
| KR. | Nr | Förare             | Konstruktör          | Q1       | Q2        | Q3        | Grid |
| --- | -- | ------------------ | -------------------- | -------- | --------- | --------- | ---- |
| 1   | 4  | Lewis Hamilton     | McLaren-Mercedes     | 1.48,285 | 1.46,665  | 1.46,362  | 1    |
| 2   | 18 | Pastor Maldonado   | Williams-Renault     | 1.49,494 | 1.47,602  | 1.46,804  | 2    |
| 3   | 1  | Sebastian Vettel   | Red Bull-Renault     | 1.48,240 | 1.46,791  | 1.46,905  | 3    |
| 4   | 3  | Jenson Button      | McLaren-Mercedes     | 1.49,381 | 1.47,661  | 1.46,939  | 4    |
| 5   | 5  | Fernando Alonso    | Ferrari              | 1.49,391 | 1.47,567  | 1.47,216  | 5    |
| 6   | 11 | Paul di Resta      | Force India-Mercedes | 1.48,028 | 1.47,667  | 1.47,241  | 6    |
| 7   | 2  | Mark Webber        | Red Bull-Renault     | 1.48,717 | 1.47,513  | 1.47,475  | 7    |
| 8   | 10 | Romain Grosjean    | Lotus-Renault        | 1.47,668 | 1.47,529  | 1.47,788  | 8    |
| 9   | 7  | Michael Schumacher | Mercedes             | 1.49,546 | 1.47,823  | Ingen tid | 9    |
| 10  | 8  | Nico Rosberg       | Mercedes             | 1.49,463 | 1.47,943  | Ingen tid | 10   |
| 11  | 12 | Nico Hülkenberg    | Force India-Mercedes | 1.49,547 | 1.47,975  |           | 11   |
| 12  | 9  | Kimi Räikkönen     | Lotus-Renault        | 1.48,169 | 1.48,261  |           | 12   |
| 13  | 6  | Felipe Massa       | Ferrari              | 1.49,767 | 1.48,344  |           | 13   |
| 14  | 15 | Sergio Pérez       | Sauber-Ferrari       | 1.49,055 | 1.48,505  |           | 14   |
| 15  | 16 | Daniel Ricciardo   | Toro Rosso-Ferrari   | 1.49,023 | 1.48,774  |           | 15   |
| 16  | 17 | Jean-Éric Vergne   | Toro Rosso-Ferrari   | 1.49,564 | 1.48,849  |           | 16   |
| 17  | 19 | Bruno Senna        | Williams-Renault     | 1.49,809 | Ingen tid |           | 221  |
| 18  | 14 | Kamui Kobayashi    | Sauber-Ferrari       | 1.49,933 |           |           | 17   |
| 19  | 21 | Vitalij Petrov     | Caterham-Renault     | 1.50,846 |           |           | 18   |
| 20  | 20 | Heikki Kovalainen  | Caterham-Renault     | 1.51,137 |           |           | 19   |
| 21  | 24 | Timo Glock         | Marussia-Cosworth    | 1.51,370 |           |           | 20   |
| 22  | 25 | Charles Pic        | Marussia-Cosworth    | 1.51,762 |           |           | 21   |
| 23  | 23 | Narain Karthikeyan | HRT-Cosworth         | 1.52,372 |           |           | 23   |
| 24  | 22 | Pedro de la Rosa   | HRT-Cosworth         | 1.53,355 |           |           | 241  |

| Vidare från första kvalrundan ▬▬ Vidare från andra kvalrundan ▬▬ |

Noteringar:
- ^1  — Bruno Senna och Pedro de la Rosa fick vardera fem platsers nedflyttning för otillåtna växellådsbyten.[1][2]

## Loppet
| Pos. | Nr | Förare             | Konstruktör          | Varv | Tid         | Grid | P  |
| ---- | -- | ------------------ | -------------------- | ---- | ----------- | ---- | -- |
| 1    | 1  | Sebastian Vettel   | Red Bull-Renault     | 59   | 2:00.26,144 | 3    | 25 |
| 2    | 3  | Jenson Button      | McLaren-Mercedes     | 59   | +8,959      | 4    | 18 |
| 3    | 5  | Fernando Alonso    | Ferrari              | 59   | +15,227     | 5    | 15 |
| 4    | 11 | Paul di Resta      | Force India-Mercedes | 59   | +19,063     | 6    | 12 |
| 5    | 8  | Nico Rosberg       | Mercedes             | 59   | +34,784     | 10   | 10 |
| 6    | 9  | Kimi Räikkönen     | Lotus-Renault        | 59   | +35,759     | 12   | 8  |
| 7    | 10 | Romain Grosjean    | Lotus-Renault        | 59   | +36,698     | 8    | 6  |
| 8    | 6  | Felipe Massa       | Ferrari              | 59   | +42,829     | 13   | 4  |
| 9    | 16 | Daniel Ricciardo   | Toro Rosso-Ferrari   | 59   | +45,820     | 15   | 2  |
| 10   | 15 | Sergio Pérez       | Sauber-Ferrari       | 59   | +50,619     | 14   | 1  |
| 11   | 2  | Mark Webber        | Red Bull-Renault     | 59   | +1.07,1751  | 7    |    |
| 12   | 24 | Timo Glock         | Marussia-Cosworth    | 59   | +1.31,918   | 20   |    |
| 13   | 14 | Kamui Kobayashi    | Sauber-Ferrari       | 59   | +1.37,141   | 17   |    |
| 14   | 12 | Nico Hülkenberg    | Force India-Mercedes | 59   | +1.39,413   | 11   |    |
| 15   | 20 | Heikki Kovalainen  | Caterham-Renault     | 59   | +1.47,467   | 19   |    |
| 16   | 25 | Charles Pic        | Marussia-Cosworth    | 59   | +2.12,9252  | 21   |    |
| 17   | 22 | Pedro de la Rosa   | HRT-Cosworth         | 58   | +1 varv     | 24   |    |
| 18   | 19 | Bruno Senna        | Williams-Renault     | 57   | Motor       | 22   |    |
| 19   | 21 | Vitalij Petrov     | Caterham-Renault     | 57   | +2 varv     | 18   |    |
| Ret  | 17 | Jean-Éric Vergne   | Toro Rosso-Ferrari   | 39   | Kollision   | 16   |    |
| Ret  | 7  | Michael Schumacher | Mercedes             | 39   | Kollision   | 9    |    |
| Ret  | 18 | Pastor Maldonado   | Williams-Renault     | 36   | Hydraulik   | 2    |    |
| Ret  | 23 | Narain Karthikeyan | HRT-Cosworth         | 30   | Skada       | 23   |    |
| Ret  | 4  | Lewis Hamilton     | McLaren-Mercedes     | 22   | Växellåda   | 1    |    |

| Förare och stall som tog poäng ▬▬ |

Noteringar:

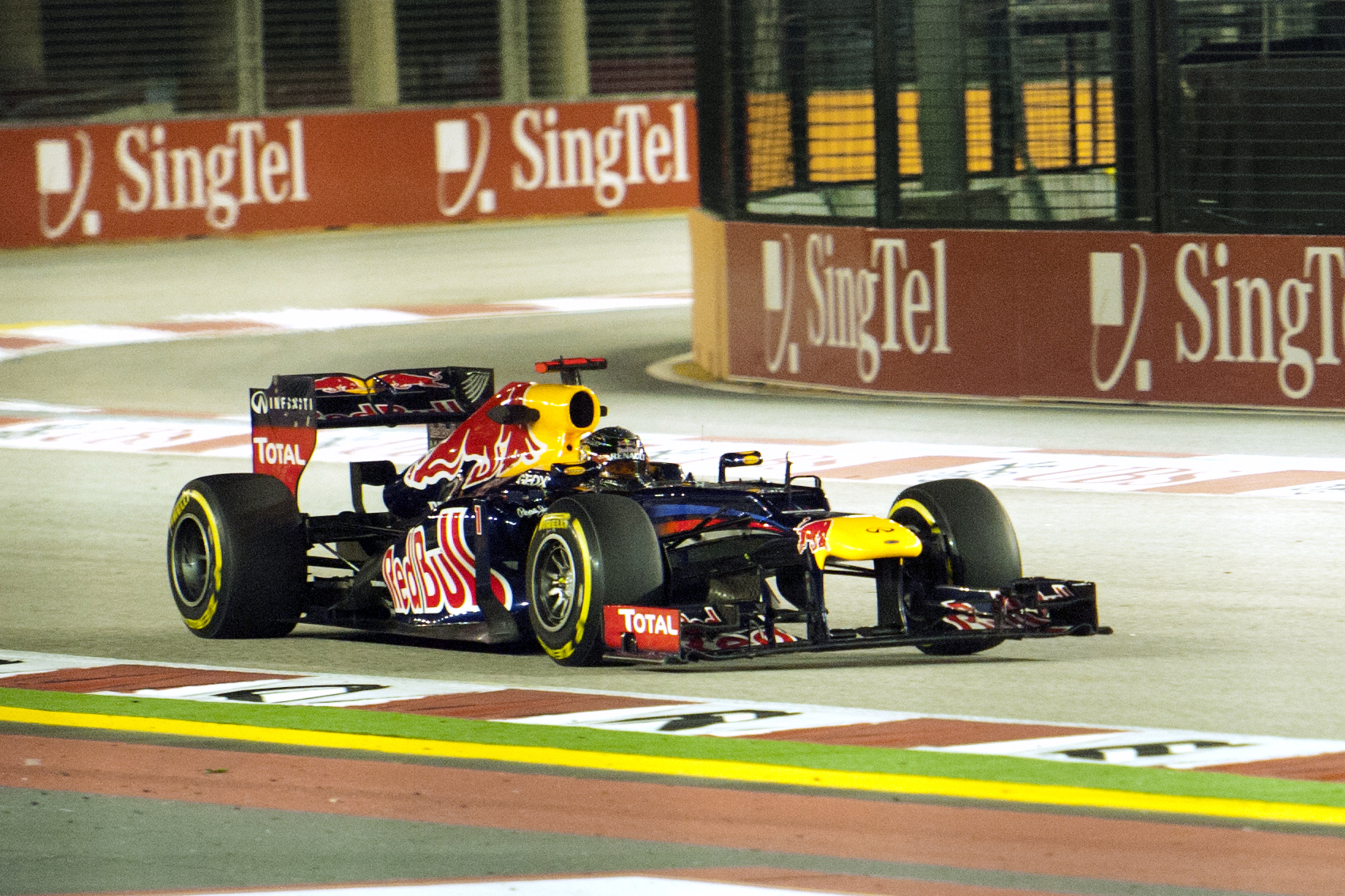
Sebastian Vettel vann loppet.

- ^1  — Mark Webber blev bestraffad i efterhand för att ha kört om Kamui Kobayashi utanför banan.[3]
- ^2  — Charles Pic fick 20 sekunders tidstillägg för att ha kört om under röd flagg i den tredje träningen.[4]

## Ställning efter loppet
|     | Pos. | Förare           | Poäng |
| --- | ---- | ---------------- | ----- |
| ▬   | 1    | Fernando Alonso  | 194   |
| ▲ 2 | 2    | Sebastian Vettel | 165   |
| ▬   | 3    | Kimi Räikkönen   | 149   |
| ▼ 2 | 4    | Lewis Hamilton   | 142   |
| ▬   | 5    | Mark Webber      | 132   |

|   | Pos. | Konstruktör      | Poäng |
| - | ---- | ---------------- | ----- |
| ▬ | 1    | Red Bull-Renault | 297   |
| ▬ | 2    | McLaren-Mercedes | 261   |
| ▬ | 3    | Ferrari          | 245   |
| ▬ | 4    | Lotus-Renault    | 231   |
| ▬ | 5    | Mercedes         | 136   |

- Notering: Endast de fem bästa placeringarna i vardera mästerskap finns med på listorna.